# Stenalcidia plenaria
Stenalcidia plenaria är en fjärilsart som beskrevs av Walker 1860. Stenalcidia plenaria ingår i släktet Stenalcidia och familjen mätare. Inga underarter finns listade i Catalogue of Life.